# Bolívar (província do Peru)
Bolívar é uma província do Peru localizada na região de La Libertad. Sua capital é a cidade de Bolívar.

## Distritos da província
- Bambamarca
- Bolivar
- Condormarca
- Longotea
- Uchumarca
- Ucuncha